# Seta Tanyel
Seta Tanyel (* 1947 in Istanbul) ist eine türkische Konzertpianistin. 1974 errang sie den 3. Platz bei der Arthur Rubinstein International Piano Master Competition in Tel Aviv.
In den Jahren 1995 und 2003 trat sie im Rahmen des klassischen Musikfestivals Raritäten der Klaviermusik auf, welches seit 1987 jährlich im Schloss vor Husum stattfindet.
Sie war verheiratet mit dem Pianisten Dieter Weber (1931–1976).